# Ruswil
Ruswil es una comuna suiza del cantón de Lucerna, situada en el distrito de Sursee. Limita al norte con las comunas de Buttisholz y Nottwil, al este con Neuenkirch, al sur con Malters y Werthenstein, y al oeste con Wolhusen y Menznau.